# Hans Christoph von Rothkirch
Hans Christoph von Rothkirch (* 7. Februar 1717 Gut Wanten bei Liegnitz; † 3. September 1785 in Neisse) war ein königlich-preußischer Generalleutnant, Chef des Infanterie-Regiments Nr. 32 sowie Kommandant von Stadt und Festung Neise und Amtshauptmann von Gattersleben. Mit ihm erlosch die Saebnitzer Linie des Geschlechts von Rothkirch.

## Leben
Er war der zweite Sohn von Balthasar Sigmund von Rothkirch († 1764) und einer von Arleben genannt Magnus. Sein Vater war Erbherr auf Dame und Wanten. Sein jüngerer Bruder war der Generalmajor Friedrich Alexander von Rothkirch.
Rothkirch ging zunächst in kursächsische Dienste und wurde am 20. Juli 1735 Gefreitenkorporal. Nach dem Tod von Kaiser Karl VI. war er unter Graf Rutowsky bei der Eroberung von Prag. Er zeigte dabei sehr viel Mut und erhielt dafür die Beförderung zum Fähnrich. 1742 war er bei sächsischen Armee in Böhmen. Nach dem Frieden von Breslau wurde er Seconde-Lieutenant und 1744 Premier-Lieutenant. Am 5. Juni 1745 kämpfte er in der Schlacht bei Hohenfriedberg und am 15. Dezember in Kesselsdorf. Es dauerte bis zum 21. November 1754, bis er zum Hauptmann befördert wurde. Als der Siebenjährige Krieg ausbrach wurde er am 16. Oktober 1756 mit der sächsischen Armee bei Pirna eingeschlossen. Nach der Kapitulation nahm er das preußische Angebot an und wechselte in die preußische Armee. Daher wurde er am 13. November Major im Infanterie-Regiment S 56 „Johann Bernhard von Loen“.
Im November 1759 ernannte ihn der König zum Kommandeur des Infanterie-Regiments Nr. 11 (Rebentisch). Es war zuvor im Gefecht von Maxen in Gefangenschaft geraten und wurde in Breslau neu errichtet. Als die Österreicher am 30. Juli 1760 die Festung einschlossen und von Generalmajor Tauentzien verteidigt, dabei konnte sich Rothkirch wieder auszeichnen. 1762 wurde er mit dem Regiment Nr. 11 (Rebentisch) zur Belagerung von Schweidnitz befohlen. Nach dem Frieden von Hubertusburg 1763 wurde er als Kommandeur in das Regiment Nr. 31 (Lestwitz) versetzt. Am 25. Mai 1765 wurde er Oberstleutnant und am 19. Mai 1766 Oberst. Dazu ernannt man ihn am 9. September 1766 zum Amtshauptmann von Gattersleben. 1767 erhielt er den Pour le Mérite. Am 13. September 1770 wurde er zum Chef des Infanterie-Regiments Nr. 32 ernannt, sowie zum Kommandanten von Stadt und Festung Neisse. Im Jahr darauf, am 24. Mai 1771, wurde er zum Generalmajor ernannt. Im bayrischen Erbfolgekrieg wurde er zunächst mobilisiert aber später wieder nach Neisse zurückgeschickt. Von dort musste er die Versorgung der Armee organisieren. Am 22. Mai 1778 erfolgte seine Ernennung zum Generalleutnant. Einige Jahre später am 20. Juli 1784 feierte er mit seinen Offizieren sein 50-jähriger Dienstjubiläum. Zur Erinnerung wurde von den Offizieren sogar eine Gedenkmünze geprägt. Er starb am 3. September 1785 in Neisse. Bemerkenswert war, dass er in den 50 Jahren nie verwundet wurde.

## Familie
Er war seit 1772 mit einer von Röder aus dem Haus Grunau verheiratet. Bei seinem Tod lebte noch eine Tochter:
- Helene Sophia Eleonore (* 28. Dezember 1772; † 31. März 1804)[1] ⚭ 11. November 1790 Maximilian Erdmann Wilhelm von Pückler (* 26. Januar 1762; † 29. August 1845)[2], Hauptmann[3]